# Konrad Meister
Konrad Meister (* 30. Juli 1930 in Heidelberg; † 27. Juni 2002 in Hannover) war ein deutscher Pianist und Professor für Klavierspiel.

## Leben und Wirken
Meister war der Sohn des Schriftstellers und Verlegers Hermann Meister (1890–1956) und der Pianistin Adelheid Meister (1897–1996). Er schloss das humanistische Gymnasium in Heidelberg 1949 mit dem Abitur ab und absolvierte 1951 die buchhändlerische Gehilfenprüfung. 1956 übernahm er vorübergehend das Verlags- und Druckereiunternehmen seines Vaters. Zugleich war er ab 1945 Jungstudent für Klavier an der ehemaligen Musikhochschule Heidelberg, die später mit der Hochschule für Musik und Darstellende Kunst Mannheim fusioniert wurde. Anschließend studierte er von 1953 bis 1956 an der Nordwestdeutschen Musikakademie Detmold. 1956 legte er bei Conrad Hansen die künstlerische Reifeprüfung ab. Er konzertierte als Pianist in zahlreichen Ländern Europas;  im Jahr 1973 hatte er bereits 500 Konzerte gegeben. 
Neben seiner Konzerttätigkeit wurde er ab 1975 Lehrer für Klavier und Klaviermethodik und stellvertretender Direktor der Musikhochschule Heidelberg. Weitere Lehrtätigkeiten führten ihn an das Konservatorium Nürnberg und das Konservatorium Bremen. Hauptamtlich war er von 1975 bis 1995 als Pianist, Pädagoge und Methodikforscher in Hannover tätig, 1977 wurde er an der Musikhochschule Hannover zum Professor ernannt. Meister studierte als einer der ersten Forscher auf der Grundlage von Videoaufnahmen äußerlich erkennbare Bewegungsabläufe berühmter Pianisten.

## Privates
Meister war in erster Ehe seit 1957 mit der Komponistin und Pianistin Siegrid Ernst und seit 1979 in zweiter Ehe mit der Klavierpädagogin Anne Hammann-Meister verheiratet. Er hatte vier Kinder: aus erster Ehe Beate Cornelia Meister († 1984) und Rudolf Meister; aus zweiter Ehe Cornelius Meister und Gabriele Meister (Journalistin).